# Hotel Waldorf-Astoria

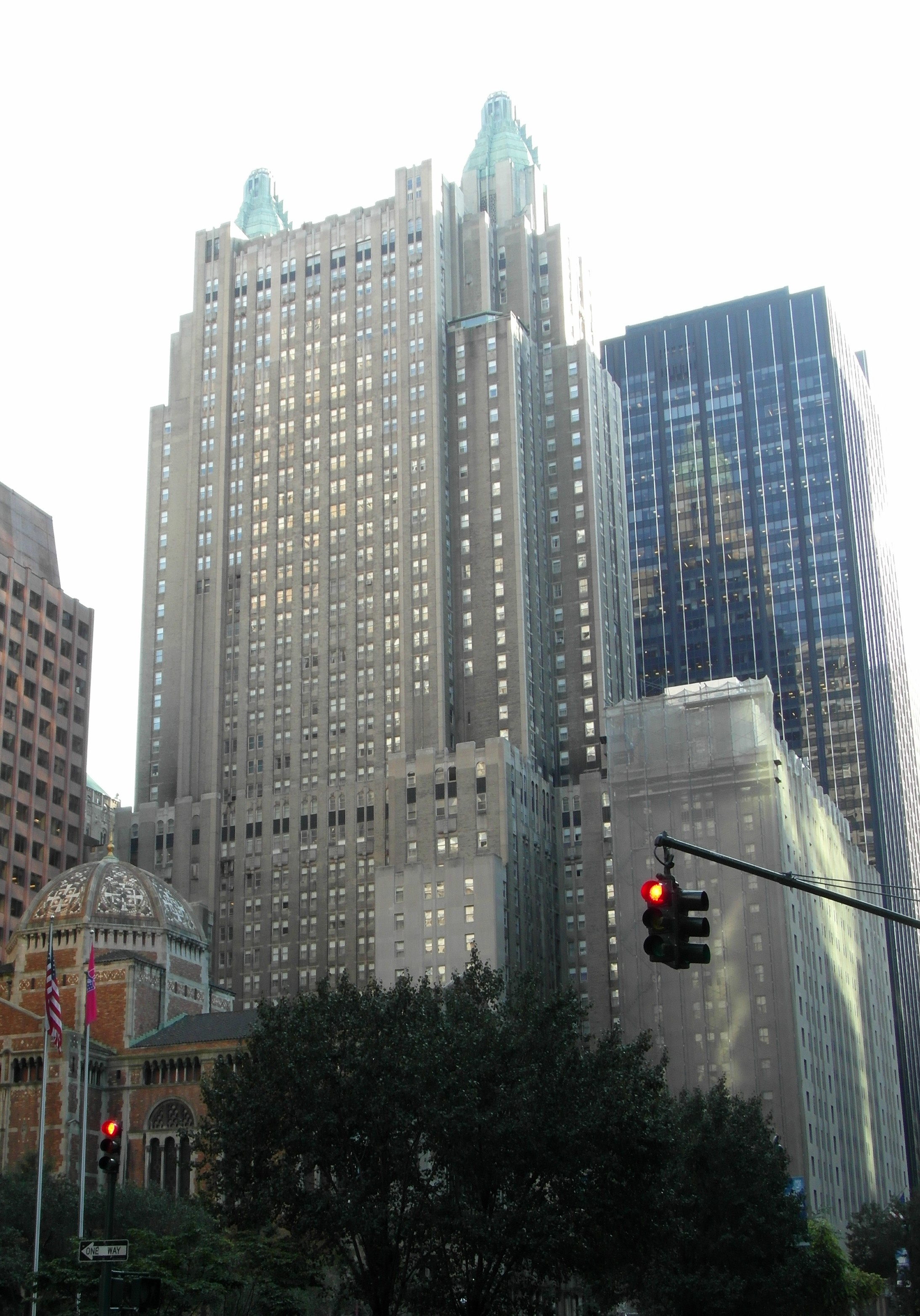
St Bartholomews oraz The Waldorf Astoria Hotel

Waldorf-Astoria, The Waldorf-Astoria Hotel – nowojorski hotel, położony w dzielnicy Midtown Manhattan w okręgu Manhattan, należący do grupy hoteli Waldorf=Astoria w ramach sieci Hilton. Zabytek od 1993 roku.
Początkowo były to dwa hotele. Właścicielem pierwszego, 13-piętrowego, otwartego w 1893, był William Waldorf Astor. Drugi, 17-piętrowy, należał do jego kuzyna, Johna Jacoba Astora IV, i został otwarty w 1897. Następnie wybudowano przez Peacock Alley pasaż który połączył oba hotele w jeden – Waldorf-Astoria, i który stał się w owym czasie największym tego typu obiektem w świecie. W 1929 podjęto decyzję o wybudowaniu nowego hotelu. Na miejscu dotychczasowego hotelu Waldorf powstał Empire State Building, hotelu Astoria – obecny Waldorf-Astoria, również ówcześnie będący największym hotelem w świecie (47 pięter, 1413 pokoi).
W 1949 został zakupiony przez Conrada Hiltona. W latach 1931–1953 był najwyższym hotelem w świecie, kiedy zdystansował go moskiewski hotel Ukraina. Obecną nazwą hotelu jest The Waldorf=Astoria Hotel (dywiz zastąpiono znakiem równości).
W sierpniu 1981 roku w tym hotelu odbyła się konferencja prasowa lidera rynku komputerów mainframe, firmy International Business Machines, połączona z prezentacją mikrokomputera IBM PC, który wprowadził otwarty standard komputera osobistego.
6 października 2014 Hilton Worldwide ogłosił sprzedaż hotelu chińskiej grupie ubezpieczeniowej – China Anbang Insurance Group z Pekinu za 1,95 mld USD.

## Zrealizowane w hotelu filmy
- Weekend at the Waldorf (1945),
- Danny Rose z Broadwayu (1984),
- Książę w Nowym Jorku (1988),
- Zapach kobiety (1992)
- The Cowboy Way (1994),
- Zagubione serca (1999),
- Depresja gangstera (1999),
- Gra o miłość (1999),
- Serendipity/Igraszki losu (2001),
- Genialny klan (2001),
- Pokojówka na Manhattanie (2002),
- Dwa tygodnie na miłość (2002),
- Pan i pani Smith (2005),
- Różowa Pantera (2006),
- Blef (2006).

Seriale:
- Rodzina Soprano,
- Seks w wielkim mieście.

## Wykonawcy, którzy w nim koncertowali
- Count Basie
- Duke Ellington
- Ella Fitzgerald, 1971
- Glenn Miller
- Frank Sinatra

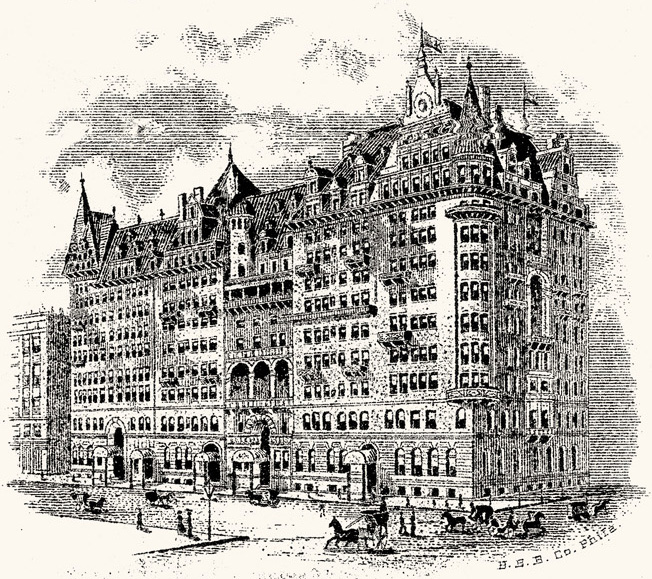
Poprzedni Waldorf…
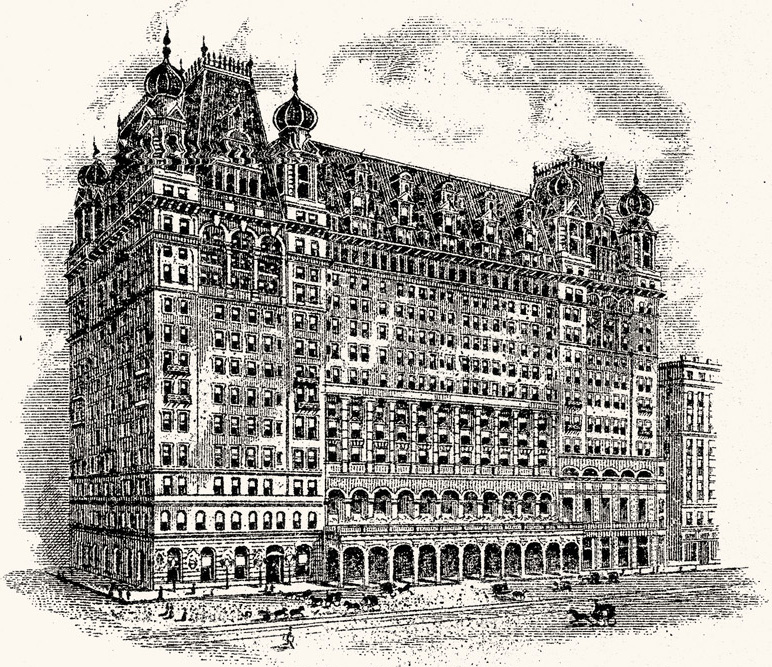
… i Astoria
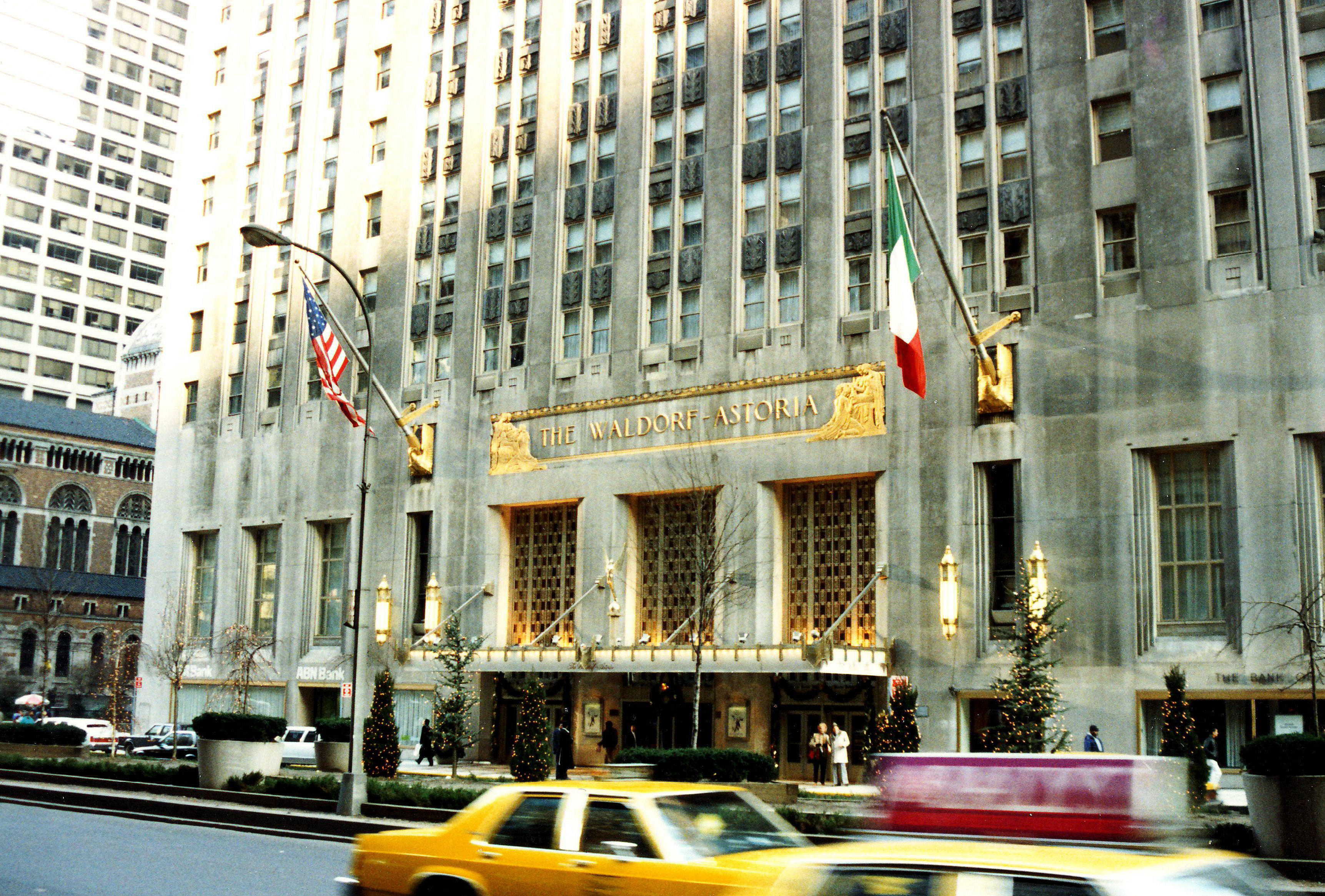
Główne wejście